# Frank Lewecke
Frank M. Lewecke (* 2. Februar 1966 in Gütersloh) ist ein deutscher Maler und Illustrator.

## Leben
Nach Kindheit und Jugend in Gütersloh studierte er an der Universität Bayreuth Biologie und wechselte nach Studienabschluss hauptberuflich in die Malerei und arbeitet seit 1995 als freischaffender Künstler in Nürnberg. Einer breiteren Öffentlichkeit wurde er durch die Verfilmung seiner Werke durch das Bayerische Fernsehen für das Nachtprogramm der Space Night bekannt. Die 45-minütige Sendung "Space Art 2" wurde seit 1997 in Wiederholungen auf Bayern3 und BR-alpha gesendet.
2001 erschien die deutsche Neuauflage des Romanzyklus Der Wüstenplanet von Frank Herbert im Heyne Verlag mit seinen Titelbildern. Es folgten zwei Nominierungen für den Kurd-Laßwitz-Preis als beste Grafik zur Science-Fiction für die Covermotive der Romane „Das Haus Harkonnen“ (2002) und „Butlers Djihad“ (2004). 2005 wird Lewecke für sein Gemälde „Africa Tower“ mit dem Clarke-Bradbury-Preis ausgezeichnet, international ausgelobt durch die Europäische Raumfahrtagentur ESA, das Schweizer Maison d'Ailleurs Museum für Science Fiction sowie der OURS Foundation.

## Werk

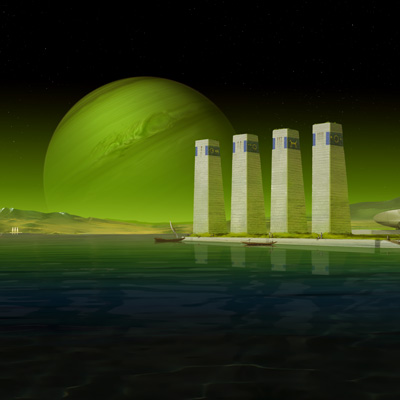
Gateport (2010)

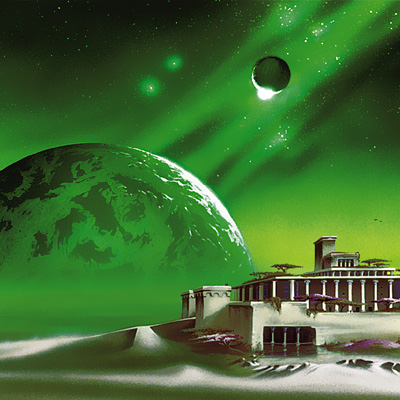
Rising Green (1996), Titelbild zu Der Gottkaiser des Wüstenplaneten von Frank Herbert, Heyne Verlag (Auflage von 2001)

Thematisch sind Leweckes Werke den Genres von Space Art, Science-Fiction und Fantasy zuzuordnen. Großflächige Leinwandgemälde ergänzen seit 2004 das malerische Repertoire des Künstlers. Seine Unterwasserwelten und asiatisch aquatischen Stillleben unter dem Projekt JTao schlagen eine Brücke zu zeitgenössischer Kunst. Lewecke ist Mitglied der International Association for Astronomical Artists (IAAA) und der ver.di-Fachgruppe Bildende Kunst.

## Ausstellungen (Auswahl)
- seit 1997: The Artist's Universe, weltweite Wanderausstellung
- 1997: Nicolaus-Copernicus-Planetarium Nürnberg
- 1998: Kunstgalerie ISARTIS Erlangen
- 1999: Westfälische SpaceArt-Ausstellung, Kunstverein Gütersloh
- 1999–2004: Dauerausstellung im BMW-Group-Ausstellungszentrum Nürnberg
- 2006: Nicolaus-Copernicus-Planetarium Nürnberg
- 2011: Carl-Zeiss-Planetarium Stuttgart
- 2014: Ultra Comix Nürnberg

## TV-Sendungen
- „Space Art 2: Millennium III - Die Arbeiten von Frank Lewecke“, 45 min,  BR, Deutschland, 1997.
- „Space Art - Bavarian Special“, darin 5 min Arbeiten von F. Lewecke, BR, Deutschland, 1999.
- Interview mit Frank Lewecke und Dr. Uwe Lemmer, 15 min, Franken TV, Deutschland, 2006.

## Arbeiten (Auswahl)
- Bruce Battrick, Barbara Warmbein: Innovative Technologies from Science Fiction for Space Applications. ESA Publications Division, Nordwijk (Netherlands) 2001, ISBN 92-9090-684-4, S. 35, 36.
- Frank Herbert: Der Herr des Wüstenplaneten. Titelbild von Frank Lewecke. Heyne Verlag, ISBN 978-3-453-18684-2.
- Frank Herbert: Die Kinder des Wüstenplaneten. Titelbild von Frank Lewecke. Heyne Verlag, ISBN 978-3-453-18685-9.
- Frank Herbert: Der Gottkaiser des Wüstenplaneten. Titelbild von Frank Lewecke. Heyne Verlag, ISBN 978-3-453-18686-6.
- Frank Herbert: Die Ketzer des Wüstenplaneten. Titelbild von Frank Lewecke. Heyne Verlag, ISBN 978-3-453-18687-3.
- Frank Herbert: Die Ordensburg des Wüstenplaneten. Titelbild von Frank Lewecke. Heyne Verlag, ISBN 978-3-453-18688-0.
- Brian Herbert, Kevin J. Anderson: Das Haus Atreides: Der Wüstenplanet – Die frühen Chroniken 1. Titelbild von Frank Lewecke. Heyne Verlag, ISBN 978-3-453-52159-9.
- Brian Herbert, Kevin J. Anderson: Das Haus Harkonnen: Der Wüstenplanet – Die frühen Chroniken 2. Titelbild von Frank Lewecke. Heyne Verlag, ISBN 978-3-453-52160-5.
- Brian Herbert, Kevin J. Anderson: Das Haus Corrino, Der Wüstenplanet – Die frühen Chroniken 3. Titelbild von Frank Lewecke. Heyne Verlag, ISBN 978-3-453-52161-2.
- Kevin J. Anderson, Brian Herbert, Butlers Djihad: Der Wüstenplanet – Die Legende 1. Titelbild von Frank Lewecke. Heyne Verlag, ISBN 978-3-453-52358-6.
- Brian Herbert, Kevin J. Anderson: Der Kreuzzug, Der Wüstenplanet – Die Legende 2. Titelbild von Frank Lewecke. Heyne Verlag, ISBN 978-3-453-52434-7.
- Brian Herbert, Kevin J. Anderson: Die Schlacht von Corrin, Der Wüstenplanet – Die Legende 3. Titelbild von Frank Lewecke. Heyne Verlag, ISBN 978-3-453-52503-0.
- Larry Niven: L’Anneau-Monde Intégrale. Titelbild von Frank Lewecke. Les éditions Mnémos, ISBN 978-2-35408-177-5.